# Échauffourée de Strasbourg
L'échauffourée de Strasbourg est une action du prince Louis-Napoléon Bonaparte, le 30 octobre 1836, visant à soulever la garnison de Strasbourg et, ensuite, marcher sur Paris et renverser la monarchie de Juillet.

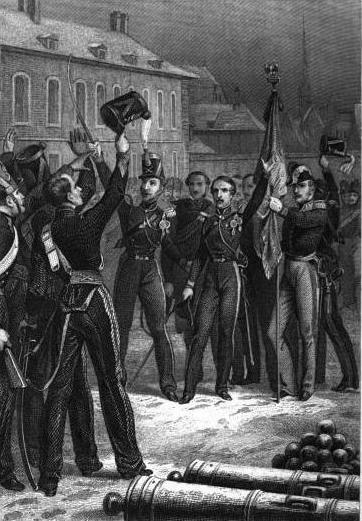
Représentation idéalisée de la tentative de soulèvement. Illustration réalisée au début du Second Empire par Philippoteaux.

## Contexte
Après la mort du duc de Reichstadt le 22 juillet 1832, et dans la mesure où son frère aîné est mort en 1831, Louis-Napoléon se considère comme l'héritier de la couronne impériale. Depuis la Suisse, où il réside avec sa mère au château d'Arenenberg, il organise ses réseaux en France et prépare sa prise de pouvoir.
Son plan est de soulever une garnison et de marcher sur Paris, en rassemblant sur son passage les troupes et les populations, sur le modèle du retour de l'île d'Elbe en 1815. Il jette son dévolu sur Strasbourg, importante place militaire, aisément accessible depuis l'Allemagne et, surtout ville patriote.
Sur place, l'âme du complot est le colonel Vaudrey, qui commande le 4e régiment d'artillerie, dans lequel Napoléon Bonaparte a servi à Toulon en 1793, et qui s'estime mal traité par la monarchie de Juillet.

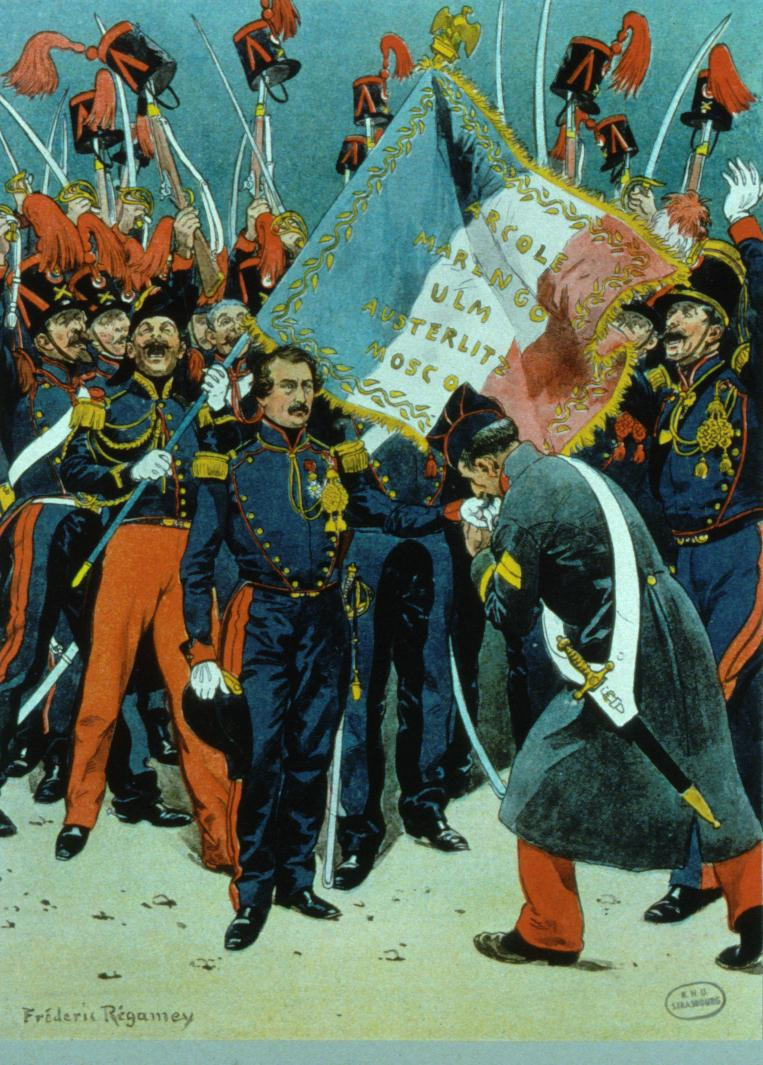
Illustration de 1911 représentant la tentative de soulèvement à la caserne Finkmatt

## Déroulement
L'opération est engagée le 30 octobre 1836 au matin. Elle tourne court presque aussitôt. Le prince et ses complices sont arrêtés.
Le roi Louis et les oncles du jeune prince condamnent aussitôt l'opération. La reine Hortense écrit à Louis-Philippe pour lui suggérer de laisser son fils quitter la France. Le roi convainc son gouvernement qui, en dehors de toute procédure légale, fait conduire le prince à Lorient où, muni d'une somme d'argent, il est embarqué sur L'Andromède le 21 novembre 1836 à destination des États-Unis, où il sera débarqué le 30 mars 1837.
Pendant ce temps, ses complices sont jugés à Strasbourg devant la cour d'assises, et acquittés par le jury, sous les acclamations du public, le 18 janvier 1837.
Si la tentative a été un échec complet, elle a fait connaître le prince Louis-Napoléon en France et l'a identifié à la cause bonapartiste.

## Sources
- Guy Antonetti, Louis-Philippe, Paris, Librairie Arthème Fayard, 2002, p. 770-772 –  (ISBN 2-213-59222-5)
- Procès de l'insurrection militaire du 30 octobre 1836, jugé par la Cour d'Assises du Bas-Rhin. Strasbourg, G. Silbermann, 1837. In-8, 255 pp.